# Зовнішня політика Уругваю
Ця стаття стосується дипломатії, зовнішньої політики та міжнародних відносин Уругваю. На політичному рівні цими питаннями офіційно займається Міністерство закордонних справ, відоме також як Канциллерія, яке підпорядковується Президентові.Міністром закордонних справ з березня 2015 року є канцлер (ісп. Canciller) Родольфо Нін Новоа. 

## Огляд
Уругвай традиційно мав міцні політичні та культурні зв’язки з  сусідніми країнами  та країнами  Європи. Британський дипломат Альфред Мітчелл-Інс був міністром Уругваю протягом ключових років Першої світової війни (1913-1919). 
Посилення глобалізаційних процесів та поглиблення   регіональних економічних проблемам призвело до зміцнення зв’язків Уругваю  з Північною Америкою.  
Уругвай є активним прихильником  конституційної демократії, політичного плюралізму та індивідуальних свобод. У зовнішній політиці Уругваю історично склалися тенденції до принципу невтручання, багатосторонності, поваги національного суверенітету та опори на верховенство права для врегулювання суперечок.   Відносини Уругваю з іншими країнами  також відображають його прагнення шукати експортні ринки та іноземні інвестиції.  
Уругвай є членом різних регіональних організаціє. Є однією з країн-засновників МЕРКОСУР. У червні 1991 р. МЕРКОСУР та США підписали Угоду про рожевий сад (також відому як «Угода чотири плюс один»). Ця угода не діяла  до червня 2001 року, поки МЕРКОСУР  не запросив США обговорити можливість переговорів щодо доступу до ринку. Перша зустріч США-МЕРКОСУР відбулася 24 вересня 2001 року, в результаті якої було створено чотири робочі групи з питань промислової торгівлі, електронної комерції, сільського господарства та інвестицій. 
Уругвай також є членом групи Rio, асоціації латиноамериканських держав, яка займається питаннями багатосторонньої безпеки (відповідно до Міжамериканського договору про взаємну допомогу). Найбільші і найважливіші партнери Уругваю є Аргентина і Бразилія, розташування  між цими двома державами робить тіснішими відносини з ними. В рамках МЕРКОСУР також активно співпрацює  Чилі та Болівією. Як, попередньо, один з прихильиків діяльності «Ініціатива Америки», Уругвай активно брав участь у її подальшій діяльності за у періодичних самітах Америки, особливо зоною вільної торгівлі Америки (FTAA). Уругвай, який часто вважається нейтральною країною і має  професійний дипломатичний корпус, часто призначають головувати у міжнародних органах. Зовсім недавно Уругвай був обраний головою сільськогосподарських комітетів FTAA та WTO, а також  керував Генеральною Асамблеєю СОТ. Уругвай також є членом Латиноамериканської асоціації інтеграції (ALADI), торгової асоціації, яка розташована в Монтевідео, до якої входять 10 країн Південної Америки, а також Мексика та Куба . 
Міжнародні суперечки:
Невирішена суперечка з Бразилією щодо крихітного острову Брасілера у гирлі річки Куарай / Куарейм біля аргентинського трипою, і на 225 кілометрів угору за течією, площею  235   км 2 . Регіон річки Інвернада, яка притокою та  джерелом річки Куарай / Куарейм. 
У 60-х роках минулого  Управління громадської безпеки США допомагало навчати уругвайських поліцейських. Дан Мітріон навчав методів тортур, застосовуваних проти мирного населення і тупамаросів . 

## Африка
| Країна                                     | Почалися офіційні стосунки | Примітки |
| ------------------------------------------ | -------------------------- | --- |
| Алжир                                      |                            | - Алжир акредитований в Уругваї від свого посольства в Буенос-Айресі, Аргентина. - Уругвай має акредитацію до Алжиру зі свого посольства в Парижі, Франція.                |
| Ангола                                     |                            | - Ангола акредитована в Уругваї від свого посольства в Бразилії, Бразилія. - Уругвай має посольство в Луанді .                                                             |
| Демократична Республіка Конго              |                            | - DR Congo має акредитацію в Уругваї від свого посольства в Буенос-Айресі, Аргентина. - Уругвай має акредитацію ДР Конго від свого посольства в Преторії, Південна Африка. |
| Єгипет                                     |                            | - Єгипет має посольство в Монтевідео. - Уругвай має посольство в Каїрі та почесне консульство в Олександрії .                                                              |
| Ефіопія                                    |                            | - Ефіопія акредитована в Уругваї від свого посольства в Бразилії, Бразилія. - Уругвай має посольство в Аддіс-Абебі .                                                       |
| Гана                                       |                            | - Гана акредитована в Уругваї зі свого посольства в Бразилії, Бразилія. - Уругвай не має акредитації в Гані.                                                               |
| Нігерія                                    |                            | - Нігерія акредитована в Уругваї від свого посольства в Буенос-Айресі, Аргентина. - Уругвай має акредитацію в Нігерії від свого посольства в Преторії, Південна Африка.    |
| Сахарська Арабська Демократична Республіка | 28 грудня 2005 року        | - 28 грудня 2005 року Уругвай визнав Сахарську Арабську Демократичну Республіку . - SADR має посольство в Монтевідео.                                                      |
| Сенегал                                    |                            | - Сенегал має акредитацію в Уругваї від свого посольства в Бразилії, Бразилія. - Уругвай має акредитацію в Сенегалі від свого посольства в Парижі, Франція.                |
| Південна Африканська Республіка            |                            | - Південна Африка має посольство в Монтевідео. - Уругвай має посольство в Преторії .                                                                                       |

## Америка
| Країна                   | Початок відносин | Примітки |
| ------------------------ | ---------------- | --- |
| Аргентина                | 20 липня 1811    | Уругвай та Аргентина встановили дипломатичні відносини 20 липня 1811 р. Уругвай здобув незалежність після війни на Цисплатині за допомогою аргентинської допомоги. Під час . Аргентина підтримала Національну партію. Країни були союзниками під час Парагвайської війни. З кінця 19 століття обидві країни поділяють подібну схему європейської імміграції. Вони мають дуже тісні економічні, культурні та політичні зв’язки між собою. У період з 1960-х до 90-х років в Аргентині було багато уругвайських емігрантів. Сьогодні в Аргентині проживає близько 120 000 людей уругвайського походження. У 2006 році в країнах виникло перше дипломатичне напруження у зв'язку із суперечкою стосовно целюлозного заводу, яка була вирішена у 2010 році. Аргентина має посольство в Монтевідео. Уругвай має посольство в Буенос-Айресі. |
| Болівія                  |                  | Болівія має посольство в Монтевідео. Уругвай має посольство в Ла-Пасі. |
| Беліз                    | 28 вересня 1987  | Обидві країни встановили дипломатичні відносини 28 вересня 1987 року. Обидві країни є дійсними членами Організації американських держав. |
| Бразилія                 |                  | Бразилія та Уругвай - сусідні країни, які мають тісні історичні, культурні та географічні зв’язки. Сингулярність двосторонніх відносин між двома країнами походить від міцного історичного зв’язку - відзначеного важливими подіями, такими як створення Колонії Сакраменто в 1680 р., Анексія Бразилією та подальше створення Провінції Цисплатин у 1815 р. Та Незалежність Уругваю від Бразилії в 1828 році. Підписання Асунсьонського договору в 1991 році започаткувало період тісніших політичних, економічних та дипломатичних зв'язків. Бразилія має посольство в Монтевідео. Уругвай має посольство в Бразилії. |
| Канада                   | 1953             | Канада має посольство в Монтевідео. Уругвай має посольство в Оттаві, два генеральних консульства в Монреалі та Торонто та почесне консульство у Ванкувері. Канада та Уругвай підписали Угоду про захист іноземних інвестицій (FIPA), яка набула чинності в 1999 році; двостороння Угода про соціальне забезпечення, яка набула чинності в січні 2002 року; та двосторонню угоду про спільне створення аудіовізуальної продукції для заохочення спільних кінопродукцій, яка набула чинності в жовтні 2005 року. Обидві країни є дійсними членами Кернсської групи та Організації американських держав. |
| Чилі                     |                  | - Чилі має посольство у Монтевідео - Уругвай має посольство у Сантьяго |
| Колумбія                 |                  | - Колумбія має посольство у Монтевідео - Уругвай має посольство у Боготі |
| Коста-Рика               |                  | - Коста-Рика має посольство у Монтевідео - Уругвай має посольство у Сан Хосе |
| Куба                     |                  | - Куба має посольство у Монтевідео - Уругвай має посольство у Гавані |
| Домініканська Республіка |                  | Домініканська республіка має посольство у Монтевідео Уругвай має посольство в Санто-Домінго |
| Еквадор                  |                  | - Еквадор має посольство у Монтевідео - Уругвай має посольство у Кіто |
| Сальвадор                |                  | - Сальвадор має посольство у Монтевідео - Уругвай має посольство у Сан-Сальвадорі |
| Гватемала                |                  | - Гватемала має посольство у Монтевідео - Уругвай має посольство у Гватемалі |
| Гаяна                    | 3 червня 1985    | Обидві країни встановили дипломатичні відносини 3 червня 1985 року. Гаяна акредитована в Уругваї від свого посольства в Бразилії, Бразилія. Уругвай має акредитацію в Гаяні від свого посольства в місті Панама. Обидві країни є дійсними членами Організації американських держав та Союзу Південноамериканських Націй. |
| Гаїті                    |                  | Гаїті має акредитоване Уругваєм посольство в Буенос-Айресі, в Аргентині. Уругвай акредитований на Гаїті від свого посольства в Санто-Домінго, Домініканська Республіка. |
| Гондурас                 |                  | - Гондурас має акредитацію в Уругваї від свого посольства в Бразилії, Бразилія. - Уругвай має акредитацію в Гватемалі. |
| Ямайка                   |                  | - Ямайка має акредитацію в Уругваї від свого посольства в Бразилії, Бразилія. - Уругвай має акредитацію в Гавані, Куба. |
| Мексика                  | 22 лютого 1831   | Обидві країни встановили дипломатичні відносини 22 лютого 1831 року. У Мексиці є посольство в Монтевідео. Уругвай має посольство в Мехіко. Обидві країни є дійсними членами Латиноамериканської асоціації інтеграції, Організації американських держав, Організації ібероамериканських держав та Ріо-групи. 15 липня 2004 року обидві країни підписали між собою Угоду про вільну торгівлю. |
| Нікарагуа                |                  | Нікарагуа має посольство в Монтевідео. Уругвай має посольство в Манагуа |
| Панама                   |                  | Панама має посольство в Монтевідео. Уругвай має посольство в Панамі |
| Парагвай                 | 6 квітня 1845 р. | Обидві країни встановили дипломатичні відносини 6 квітня 1845 р. Під час Парагвайської війни, Уругвай був найменшим членом коаліції, з якою довелося зіткнутися Парагваю, солдати обох країн воювали між собою під час трьох великих битв: Битва при Ятаї, Битва при Туюті та битва при Курупаті. Обидві країни були членами Меркосур. Обидві країни є дійсними членами групи Ріо, Латинського союзу, Асоціації іспанських мовних академій, Організації американських держав, Організації ібероамериканських держав та Союзу Південноамериканських Націй. У Парагваї є посольство в Монтевідео. Уругвай має посольство в Асунсьоні. |
| Перу                     | 1912             | Обидві країни встановили дипломатичні відносини в 1912 році, але різні угоди неофіційно були укладені протягом другої половини 19 століття. Обидві країни є дійсними членами групи Ріо, Латинського союзу, Асоціації іспанських мовних академій, Організації американських держав, Організації ібероамериканських держав та Союзу південноамериканських націй. У Перу є посольство в Монтевідео. Уругвай має посольство в Лімі. |
| Суринам                  |                  | - Суринам має акредитацію в Уругваї від свого посольства в Бразилії, Бразилія. - Уругвай має акредитацію в Панамі |
| США                      |                  | Уругвай співпрацює з США з питань правоохоронних органів, таких як регіональні зусилля по боротьбі з торгівлею наркотиками та тероризмом. Вони також дуже активно співпрацювали у питаннях прав людини. У 2002 році Уругвай та США створили Спільну комісію з торгівлі та інвестицій (JCTI) для обміну ідеями з різних економічних тем. У березні 2003 року JCTI визначила шість районів концентрації до моменту підписання зони вільної торгівлі Америк (ЗВТ): митні питання, захист інтелектуальної власності, інвестиції, праця, навколишнє середовище та торгівля товарами. Наприкінці 2004 р. Уругвай та США підписали Угоду про відкрите небо, яка була ратифікована у травні 2006 р. У листопаді 2005 р. Вони підписали Двосторонній інвестиційний договір (BIT), який набув чинності 1 листопада 2006 р. Рамкова торгівля та інвестиції Угода (TIFA) була підписана в січні 2007 р. Більше 80 компаній, що належать США, працюють в Уругваї та багато інших ринків товарів і послуг США. США має посольство в Монтевідео. Уругвай має посольство у Вашингтоні, округ Колумбія. |
| Венесуела                |                  | Уругвай має посольство в Каракасі. Венесуела має посольство в Монтевідео. |

## Азія
| Країна                     | Початок офіційних відносин | Примітки |
| -------------------------- | -------------------------- | --- |
| Вірменія                   | 27 травня 1992             | Вірменія представлена в Уругваї через посольство в Буенос-Айресі, Аргентина та почесне консульство в Монтевідео. Уругвай представлений у Вірменії через посольство в Москві (Росія) та через консульство в Єревані. В Уругваї проживає близько 19 000 осіб вірменського походження. Уругвай був першою країною, яка визнала геноцид вірмен 20 квітня 1965 року. |
| Азербайджан                | 12 січня 1995              | Азербайджан має посольство у Монтевідео Уругвай має акредитацію в Азербайджані зі свого посольства з Тегерану. |
| Китай                      | 1988                       | Китай має посольство в Монтевідео. Уругвай має посольство в Пекіні |
| Грузія                     |                            | Грузія має акредитацію в Уругваї зі свого посольства в Буенос-Айресі Уругвай має акредитацію в Грузії зі свого посольства в Бухаресті, Румунія. |
| Індія                      |                            | Індія має акредитацію в Уругваї зі свого посольства в Буенос-Айресі, Аргентина Уругвай має посольство в Нью-Делі |
| Індонезія                  |                            | Індонезія має акредитацію в Уругваї зі свого посольства в Буенос-Айресі, Аргентина Уругвай має акредитацію в Індонезії зі свого посольства в Ханої, В'єтнам |
| Іран                       |                            | Іран має посольство в Монтевідео Уругвай має посольство в Тегерані |
| Ізраїль                    |                            | Ізраїль має посольство в Монтевідео. Уругвай має посольство в Тель-Авіві та два почесні консульства в Ашдоді та Хайфі. Уругвай був однією з перших держав, які визнали Ізраїль незалежним. В Уругваї проживає понад 30 000 євреїв, що становить близько 1% уругвайського населення. |
| Японія                     | Вересень 1921              | Японія має посольство в Монтевідео. Уругвай має посольство в Токіо. В Уругваї живе кілька сотень людей японського походження. |
| Йорданія                   |                            | Йорданія має акредитацію Уругваю зі свого посольства в Сантьяго, Чилі Уругвай має акредитацію Йорданії зі свого посольства в Каїрі, Єгипет |
| Ліван                      | 1945                       | Ліван має посольство в Монтевідео Уругвай має посольство в Бейруті |
| Малайзія                   |                            | Малайзія має акредитацію Уругваю зі свого посольства в Буенос-Айресі Уругвай має посольство в Куала-Лумпурі |
| Пакистан                   |                            | У 2006 р. між Пакистаном та Меркосуром (торговий блок, частиною якого є Уругвай) було укладено комерційну угоду. Є Пакистансько-Уругвайська торгово-промислова палата. * Коли в 1971 р. Спалахнула війна в Східному Пакистані, Уругвай спочатку вагався на стороні. Однак 24 серпня 1971 р. Уругвай визнав Бангладеш (дотепер Східний Пакистан) незалежною державою. У 2007 році в Монтевідео було проведено першу «Міжнародну кашмірську конференцію». Прем'єр-міністр Азад Джамму та Кашмір Сардар Атик Ахмед Хан взяли участь у заході, співорганізованим католицьким університетом Уругваю. Хан зустрівся з низкою уругвайських сенаторів під час свого перебування. Пакистан має акредитацію в Уругваї від свого посольства в Буенос-Айресі, Аргентина. Уругвай має акредитацію в Пакистані від посольства в Тегерані, Іран. |
| Палестина                  |                            | Палестина має посольство в Монтевідео Уругвай має посольство в Рамаллі |
| Філіппіни                  |                            | Філіппіни мають акредитацію в Буенос-Айресі, Аргентина Уругвай має акредитацію в Сеулі, Південна Корея |
| Катар                      |                            | Катар має посольство в Монтевідео Уругвай має посольство в Досі |
| Саудівська Аравія          |                            | Саудівська Аравія має акредитацію зі свого посольства в Буенос-Айресі, Аргентина Уругвай має посольство в Ріяді |
| Сінгапур                   |                            | Сінгапур не має акредитації в Уругваї Уругвай має акредитацію в Сінгапурі з Ханою, В'єтнам |
| Південна Корея             | 7 жовтня 1964              | Встановлення дипломатичних відносин між Східною Республікою Уругвай (Уругвай) та Республікою Корея (Південна Корея) розпочалося 7 жовтня 1964 року. У вересні 2008 р. Президент Уругваю Табаре Васкес відвідав Республіку Корея. Південна Корея має посольство в Монтевідео. Уругвай має посольство в Сеулі. |
| Туреччина                  |                            | Туреччина має акредитацію в Уругваї зі свого посольства в Буенос-Айресі, Аргентина Уругвай має акредитацію в Туреччині зі свого посольства в Бухаресті, Румунія |
| Об'єднані Арабські Емірати |                            | Арабські Емірати мають акредитацію в Буенос-Айресі Уругвай має посольство в Абу Дабі |
| В'єтнам                    |                            | Уругвай має посольство в Ханої В'єтнам акредитований зі свого посольства в Буенос-Айресі |